# Росошка (Мазовецьке воєводство)
Росошка (пол. Rososzka) — село в Польщі, у гміні Хинув Груєцького повіту Мазовецького воєводства.
Населення — 137 осіб (2011).
У 1975-1998 роках село належало до Радомського воєводства.

## Демографія
Демографічна структура станом на 31 березня 2011 року:
|          | Загалом | Допрацездатний вік | Працездатний вік | Постпрацездатний вік |
| -------- | ------- | ------------------ | ---------------- | -------------------- |
| Чоловіки | 73      | 13                 | 51               | 9                    |
| Жінки    | 64      | 11                 | 41               | 12                   |
| Разом    | 137     | 24                 | 92               | 21                   |